# Alexander Nikolajewitsch Porsew
Alexander Nikolajewitsch Porsew (russisch Александр Николаевич Порсев, englische Transkription Alexander Porsev; * 21. Februar 1986 in Nowy) ist ein ehemaliger russischer Straßenradrennfahrer.

## Karriere
Alexander Porsew begann seine internationale Karriere 2008 bei dem russischen Continental Team Katjuscha. Er gewann in der Saison 2009 gewann er fünf Etappen beim nationalen Etappenrennen Udmurt Republic Stage Race und belegte Rang drei in der Gesamtwertung. 2010 erzielte er mit Etappensiegen bei der Tour du Loir-et-Cher und der Slowakei-Rundfahrt erste internationale Erfolge. Seinen ersten Vertrag bei einem UCI ProTeam erhielt er 2011 bei dem Team Katusha, für das er im Vorjahr als Stagiaire fuhr. Für das Team gewann er 2013 eine Etappe der Luxemburg-Rundfahrt, 2014 wurde er russischer Meister im Straßenrennen. Außerdem gewann er 2016 eine Etappe der Slowenien-Rundfahrt. Dreimal nahm er an einer Grand Tour teil, wovon er zweimal das Ziel erreichte. Giro d’Italia 2015 und 2016 erreichte jeweils einen vierten Platz als beste Tagesplatzierung.
Zur Saison 2017 wechselte Porsew zum Team Gazprom-RusVelo. Im selben Jahr wurde er zum zweiten Mal russischer Meister im Straßenrennen, was sein letzter Sieg als Radprofi blieb. Nach der Saison 2019 beendete Porsew im Alter von 33 Jahren seine Karriere als Radrennfahrer.

## Erfolge
2010
- zwei Etappen Tour du Loir-et-Cher
- zwei Etappen Slowakei-Rundfahrt

2013
- Mannschaftszeitfahren Settimana Internazionale
- eine Etappe Luxemburg-Rundfahrt

2014
- Russischer Meister – Straßenrennen

2016
- eine Etappe Tour de Slovénie

2017
- Russischer Meister – Straßenrennen

## Grand Tour-Platzierungen
| Grand Tour            | 2014 | 2015 | 2016 |
| --------------------- | ---- | ---- | ---- |
| Giro d’ItaliaGiro     | –    | 132  | 145  |
| Tour de FranceTour    | DNF  | –    | –    |
| Vuelta a EspañaVuelta | –    | –    | –    |